# David Martín Vargas
David Martín Vargas (Valladolid, 6 de juny de 1974) és un exfutbolista castellanolleonès que ocupava la posició de davanter.

## Carrera esportiva
Va debutar en primera divisió amb el Reial Valladolid, jugant un partit la temporada 94/95. Posteriorment, en Segona Divisió, ha sumat 27 partits i un gol amb el CD Numancia 97/98 i un partit amb el Racing de Ferrol 00/01.
També ha jugat en el Talavera CF, Logroñés, Varea i Fundación Logroñés. Va ser l'últim jugador que va marcar un gol a l'estadi de Las Gaunas.